# القبضاي (مسلسل)
القبضاي (بالتركية: Karadayi)‏ هو مسلسل تلفزيوني تركي من نوع الأكشن والدراما والسياسة، من إنتاج شركة آي يابيم، وإخراج أولوتش بيرقدار وجيم كارجي، وتأليف سيما إرغينيكون وإيلم كانبولات. انتهى المسلسل، الذي يتكون من 3 مواسم، ببث الحلقة 115 بالتقسيم التركي في 15 يونيو 2015. وعُرض على تلفزيون قطر مدبلج إلى اللغة العربية.

## قصة المسلسل
هو المسلسل درامي، يتناول العديد من ملامح الفساد السياسي وتواطؤ بعض النافذين مع تجار السلاح. تدور أحداثه حول الشاب ماهر، الذي يعمل صانع أحذية (كندرجي)، ويسعى لإنقاذ والده من الإعدام، حيث وجد والده في المكان الخطأ والوقت الخطأ وتلبس له التهمة وهو بريء. يتنكر ماهر بشخصية صالح إيبك بعد تزوير هويته، ليدخل كمحام متدرب إلى المحكمة، محاولًا توضيح حقيقة براءة والده وتغيير وجهة نظر القاضية فريدة شاد …أوغلو التي استلمت القضية.
لكن سرعان ما يقع في حبها، وهي تبادله نفس المشاعر. ومع اكتشاف القاضية فريدة لهوية المحامي المتدرب الحقيقية، تبدأ الصراعات بين الطرفين في محاولة لكشف الحقائق الغائبة والأمور المدسوسة في القضية. تتعقد الأحداث مع ظهور شخصية مهمة في المحكمة، تورغوت أكين، الذي يبدو للناس كشخصية ذات أخلاق وحكمة، بينما هو على عكس ذلك تمامًا.
تتركز أحداث المسلسل في الوقت الذي بدأت فيه تركيا بالنهوض من كبوات الحروب، وتحديدًا في سنة 1970، حيث يصور المسلسل واقع المواطن التركي في تلك الحقبة.

## المواسم

### نسخة تركية
تتكون من 115 حلقة موزعة على ثلاثة مواسم، وهي كالتالي:
| الموسم   | بداية الموسم   | نهاية الموسم  | عدد الحلقات | بداية ونهاية الموسم | الموسم التلفزيوني | القناة   |
| -------- | -------------- | ------------- | ----------- | ------------------- | ----------------- | -------- |
| الموسم 1 | 8 أكتوبر 2012  | 17 يونيو 2013 | 36          | 36-1                | 2013-2012         | أي تي في |
| الموسم 2 | 9 سبتمبر 2013  | 16 يونيو 2014 | 39          | 75-37               | 2014-2013         | أي تي في |
| الموسم 3 | 15 سبتمبر 2014 | 15 يونيو 2015 | 40          | 115-76              | 2015-2014         | أي تي في |

### نسخة مدبلجة
تمت دبلجة المسلسل إلى اللهجة السورية، حيث تشمل النسخة المدبلجة 315 حلقة. تتوفر الحلقات على القناة الرسمية للمسلسل على موقع يوتيوب (رابط الحلقات).

#### دبلجة أسماء الشخصيات
تمت إعادة تسمية الشخصيات من اللغة التركية إلى اللغة العربية. يظهر الجدول التالي مقارنة بين أسماء الشخصيات في النسختين:
| اسم الشخصية بالعربية | اسم الشخصية بالتركية  | اللفظ بالعربية        | معنى الاسم     |
| -------------------- | --------------------- | --------------------- | -------------- |
| ماهر كاراي           | Mahir Kara            | ماهر كارا             |                |
| فريدة شاد اغلو       | Feride Şadoğlu        | فريدة شاد اوغلو       |                |
| لطيف كاراي           | Nazif Kara            | ناصيف كارا            |                |
| مأمون آكين / الخبيث  | Turgut Akın / Yaver   | تورغوت آكين / المساعد |                |
| نجدت غوني / بارود    | Necdet Güney / Barut  | نجدت غوني / بارود     |                |
| أسمهان               | Ayten Alev            | أيتن                  |                |
| تحسين / الكبريت      | Yasin Ulutaş / Kibrit | ياسين / الكبريت       |                |
| نور                  | İlknur Tiryaki        | اليكنور               |                |
| صفية                 | Safiye                | صفية                  |                |
| ياسين رضا            | Dalyan Rıza           | داليان رضا            |                |
| غصون                 | Songül                | سونغول                | الزهرة الأخيرة |
| غسان                 | Erdal Engin           | إردال                 |                |
| زهرة                 | Serra Aşık            | سيرا                  | سارة           |
| سحر                  | Bahar Dündar          | بهار                  | ربيع           |
| عصمان غوني           | Osman Güney           | عصمان غوني            |                |
| حكمت ترياكي          | Bülent Tiryaki        | بولانت ترياكي         |                |
| إبراهيم / إيبو       | İbrahim Durak / İbo   | إبراهيم / إيبو        |                |
| عدنان                | Orhan Kara            | أورهان                | الزعيم الكبير  |

## طاقم العمل والشخصيات
| الشخصية العربية     | الممثل              | مؤدي الصوت العربي     | معلومات عن الشخصية |
| ------------------- | ------------------- | --------------------- | --- |
| ماهر كاراي          | كنان إميرزالي أوغلو | محمد حداقي            | بطل المسلسل الذي يحاول إنقاذ أبيه من حبل المشنقة                                                                            |
| فريدة شاد أوغلو     | بيرغوزار كوريل      | رنا شميس + فرح حورانة | القاضية التي تتابع قضية مقتل النائب العام في المحكمة                                                                        |
| لطيف كاراي          | جتين تكيندور        | جهاد الزغبي           | أب ماهر كارا، اتهم بقضية قتل لم يرتكبها                                                                                     |
| مأمون آكين / الخبيث | يوردير اوكور        | باسل الرفاعي          | وكيل نيابة من ذوي الخبرة، يعمل في المحكمة نفسها التي تعمل بها فريدة، يفعل كل شئ يريده دون أن يرف له جفن. ماكر وذكي كالثعلب. |
| أسمهان              | مليكة إيبك يالوفا   | رغدة شعراني           | جارة بيت كارا، وصديقة طفولة ماهر التي تحبه.                                                                                 |

## جوائز المسلسل
حصل مسلسل القبضاي على عدة جوائز من مهرجان جريدة AYAKLI GAZETE الخامس للتليفزيون، وهذه الجوائز هي:
- جائزة أفضل مسلسل مرحلي (أي أن تدور أحداثه في مرحلة زمنية معينة).
- جائزة أفضل ممثل: كنان إيميرزأوغلو.
- جائزة أفضل ممثلة: بيرغوزار كوريل
- جائزة أفضل ممثل مساعد: رضا كوجا أوغلي.
- جائزة أفضل ممثلة مساعدة: مليكة ابيك يالوفا.
- جائزة أفضل إخراج.
- جائزة أفضل سيناريو.

## روابط خارجية
- القبضاي على موقع IMDb (الإنجليزية)
- القبضاي على موقع كينوبويسك (الروسية)
- القبضاي على موقع قاعدة بيانات الفيلم (الإنجليزية)